# Cernobbio
Cernobbio is een gemeente in de Italiaanse provincie Como (regio Lombardije) en telt 7031 inwoners (31-12-2004). De oppervlakte bedraagt 11,7 km², de bevolkingsdichtheid is 603 inwoners per km². Verder is in deze streek, omstreeks het jaar 1000 de school der Maestri Comacini ontstaan. De stad ligt aan het Comomeer met onder andere het opvallende Villa d'Este. Er is een bootverbinding met Bellagio.
De volgende frazioni maken deel uit van de gemeente: Rovenna, Piazza Santo Stefano.

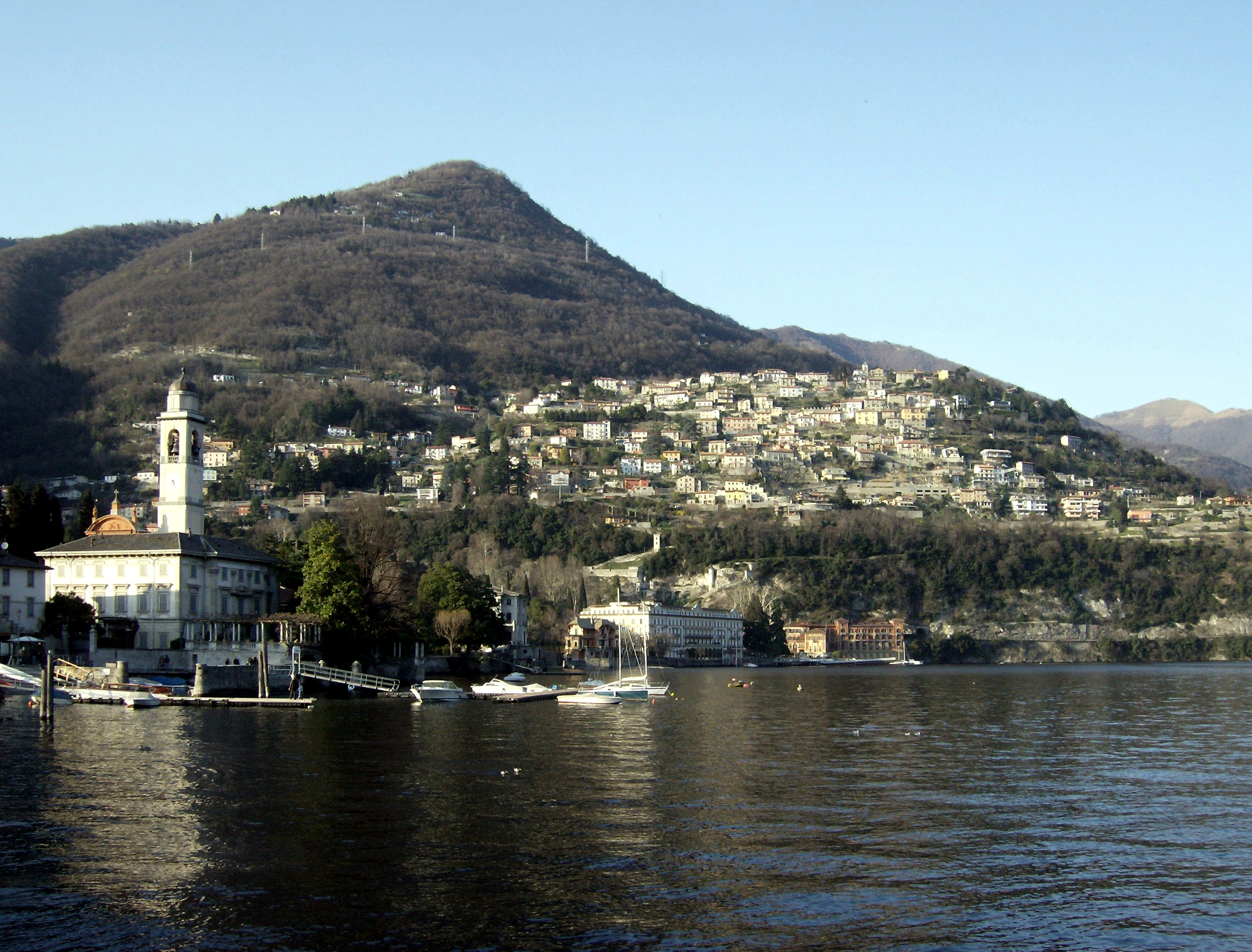
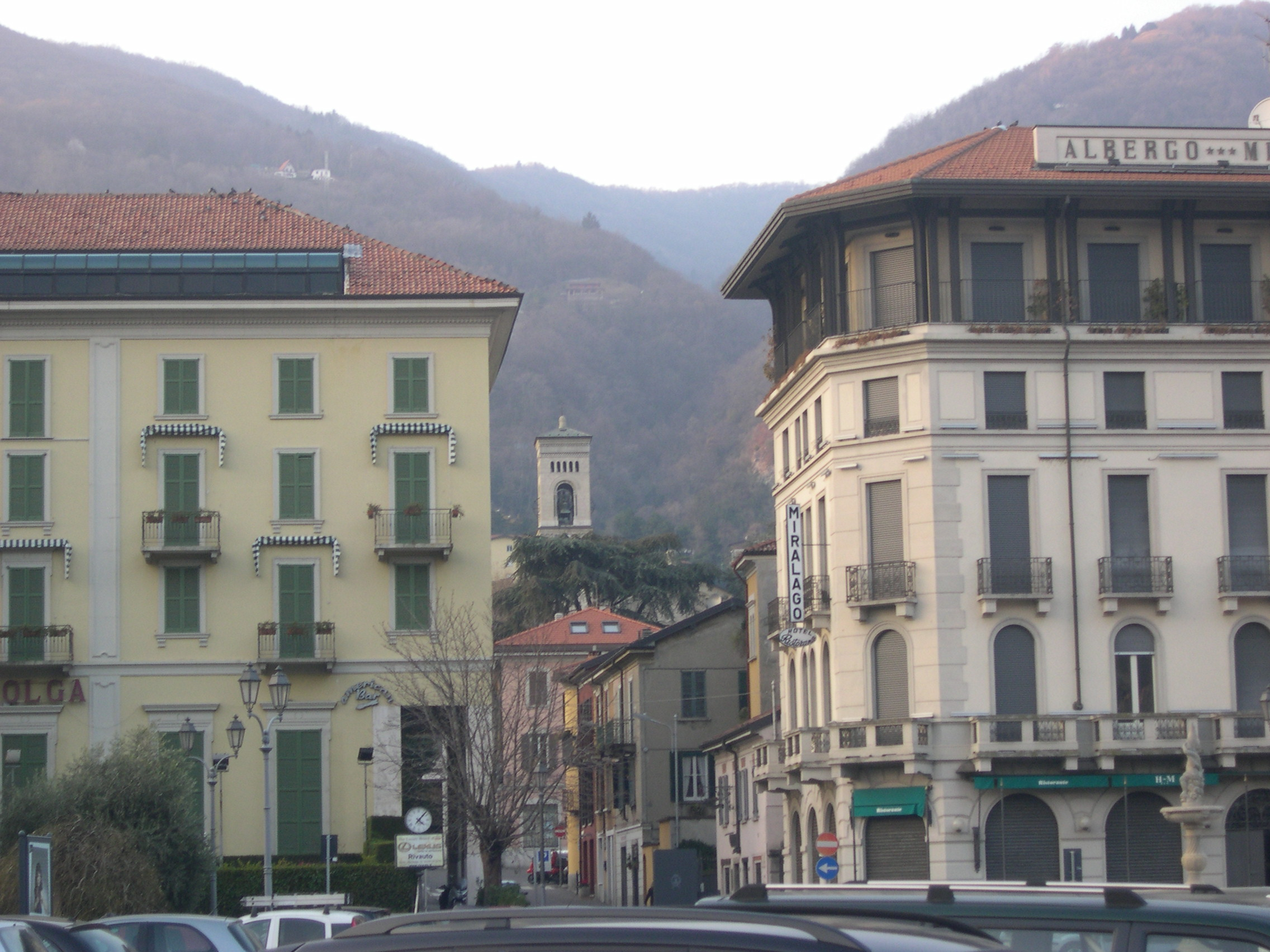

## Demografie
Cernobbio telt ongeveer 3222 huishoudens. Het aantal inwoners daalde in de periode 1991-2001 met 7,9% volgens cijfers uit de tienjaarlijkse volkstellingen van ISTAT.
| Jaar | Inwoneraantal |
| ---- | ------------- |
| 1991 | 7233          |
| 2001 | 6662          |

## Geografie
De gemeente ligt op ongeveer 202 m boven zeeniveau.
Cernobbio grenst aan de volgende gemeenten: Blevio, Como, Maslianico, Moltrasio.